# Steven Diez
Steven Diez (ur. 17 marca 1991 w Toronto) – kanadyjski tenisista, reprezentant kraju w Pucharze Davisa.

## Kariera tenisowa
W karierze wygrał jeden singlowy turniej rangi ATP Challenger Tour.
W 2020 roku podczas French Open zadebiutował w turnieju głównym imprezy wielkoszlemowej. Po wygraniu trzech meczów w kwalifikacjach odpadł w pierwszej rundzie z Mackenziem McDonaldem.
W marcu 2010 roku zadebiutował w reprezentacji Kanady w Pucharze Davisa. W 2022 roku zwyciężył razem z drużyną w turnieju ATP Cup.
Najwyżej sklasyfikowany w rankingu gry pojedynczej był na 134. miejscu (18 listopada 2019), a w klasyfikacji gry podwójnej na 267. pozycji (8 lutego 2021).

### Zwycięstwa w turniejach ATP Challenger Tour w grze pojedynczej
| Końcowy wynik | Nr | Data             | Turniej | Nawierzchnia | Przeciwnik     | Wynik finału |
| ------------- | -- | ---------------- | ------- | ------------ | -------------- | ------------ |
| Zwycięzca     | 1. | 27 stycznia 2019 | Burnie  | Twarda       | Maverick Banes | 7:5, 6:1     |